# Emmaste
Emmaste est un village de la commune de Hiiumaa, situé dans le comté de Hiiu en Estonie.

## Géographie
Le village est situé à l'extrémité sud de l'île d'Hiiumaa.

## Histoire
Avant la réforme administrative d'octobre 2017, Emmaste était le chef-lieu de la commune homonyme, fusionnée à cette date avec les autres communes de l'île pour former celle de Hiiumaa.